# Clélia Rard-Reuse
Clélia Rard-Reuse (* 1. August 1988 als Clélia Reuse) ist eine Schweizer Leichtathletin. Sie ist spezialisiert auf den Weitsprung und den 100-Meter-Hürdenlauf, hat aber auch schon im Siebenkampf mehr als 5000 Punkte geholt.
Die Walliserin wurde aufgrund ihrer Erfolge beim Europäischen Olympischen Sommer-Jugendfestival 2005 zum Schweizer Leichtathletik-Youngster des Jahres 2005 gewählt und im Jahr 2006 ins Förderprojekt World Class Potentials des Schweizerischen Leichtathletik-Verbands aufgenommen.
2010 nahm sie im 100-Meter-Hürdenlauf an den Europameisterschaften in Barcelona teil, 2011 im 60-Meter-Hürdenlauf an den Halleneuropameisterschaften. Am 30. Juni 2011 stellte sie mit der Schweizer 4-mal-100-Meter-Staffel mit einer Zeit von 43,90 s einen neuen Schweizer Rekord auf.

## Erfolge
- 2005: Goldmedaille Europäisches Olympisches Sommer-Jugendfestival 2005 im 100-Meter-Hürdenlauf; Silbermedaille Europäisches Olympisches Jugendfestival im Weitsprung; 1. Rang Int. Finlandia Junior Games im Weitsprung und 100-Meter-Hürdenlauf
- 2006: Schweizer Hallen-Meisterin 60-Meter-Hürdenlauf
- 2009: Schweizer Meisterin Weitsprung; 10. Rang U23-Europameisterschaften Weitsprung; 15. Rang U23-Europameisterschaften 100-Meter-Hürdenlauf
- 2010: Teilnahme Europameisterschaften 100-Meter-Hürdenlauf

## Persönliche Bestleistungen
- Weitsprung: 6,60 m, 9. Juli 2011 in Bulle FR
- Weitsprung (Halle): 6,44 m, 30. Januar 2010 in Magglingen
- 100-Meter-Hürdenlauf: 13,31 s, 10. Juli 2010 in Bern
  - 100-Meter-Hürdenlauf (76,2 cm): 13,51 s, 5. Juli 2005 in Lignano Sabbiadoro
- 60-Meter-Hürdenlauf (Halle): 8,19 s, 1. Februar 2011 in Wien
- 100-Meter-Lauf: 11,84 s, 3. September 2005 in Langenthal
- 60-Meter-Lauf (Halle): 7,51 s, 29. Januar 2011 in Magglingen
- Siebenkampf: 5326 Punkte, 23. August 2009 in Aarau